# Hugo Asbach
Hugo Johann Asbach (* 1. Mai 1868 in Köln; † 24. Juli 1935 in Wiesbaden) war ein deutscher Weinbrand-Fabrikant. Er erfand die Weinbrandpralinen (Weinbrandbohne, Cognacbohne, Asbach-Praline). Sein bekanntestes Produkt ist der Weinbrand Asbach Uralt.

## Leben
Nach seiner Schulausbildung erlangte Hugo Asbach bei der Kölner „Export-Compagnie für deutschen Cognac, vormals J. Krayn & Co.“ eine kaufmännische Ausbildung und Erfahrungen als Destillateur. Dann zog es ihn nach Frankreich, um seine Kenntnisse bei dortigen Weinbrennern zu vervollkommnen. Mit 24 Jahren kam Asbach nach Deutschland zurück und legte sich sein eigenes Unternehmen zu.

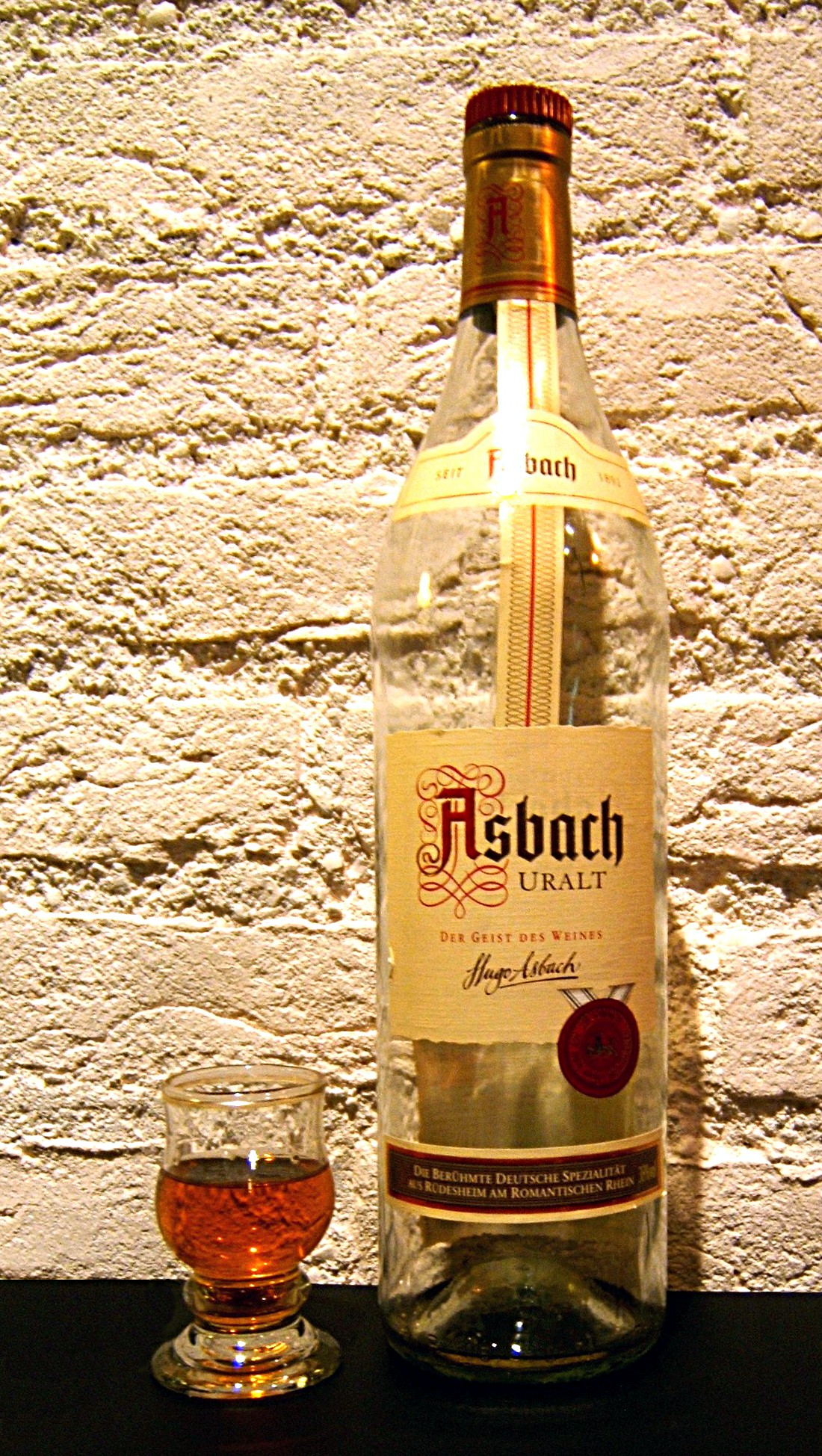
Der von Hugo Asbach entwickelte Asbach Uralt

Am 11. Mai 1892 machte sich Asbach zusammen mit seinem Schwager Franz Boltendahl selbstständig, gründete in Rüdesheim die Firma „Asbach & Co.“ und übernahm die Geschäfte des örtlichen Betriebes der „Export-Compagnie“.
Der zuständige Reichstagsausschuss erkor Hugo Asbach im Jahr 1917 zum Sachverständigen, als das „Gesetz über das Branntweinmonopol“ konzipiert wurde. Mit seinem Wissen hatte er maßgeblichen Einfluss auf die einschlägige Gesetzgebung bis in die 1920er Jahre. Als Weinexperte nahm Asbach an Verhandlungen in Paris über einen Handelsvertrag des Deutschen Reiches mit Frankreich teil.
Die Alliierten hatten in Artikel 275 des Versailler Vertrages auf Wunsch der Franzosen die Deutschen verpflichtet, irreführende Herkunftsbezeichnungen gesetzlich zu verbieten. Ein Cognac, der keine vorgeschriebenen Ingredienzien aus dem Anbaugebiet der Charente enthielt, durfte deshalb diesen Namen nicht mehr tragen. 1923 wurde stattdessen die auf Hugo Asbach zurückgehende Wortschöpfung „Deutscher Weinbrand“ im Weingesetz verwendet.
Auch der Fachverband der Produzenten war zur Namensänderung gezwungen. War Hugo Asbach 1896 noch unter den Gründern des „Verbands der deutschen Cognac-Brennereien“, wurde daraus 1920 der „Verband Deutscher Weinbrennereien“. Asbach war von 1917 bis zu seinem Tod der Verbandsvorsitzende. Von 1925 bis 1933 führte er daneben als Präsident die IHK Wiesbaden.

## Familie

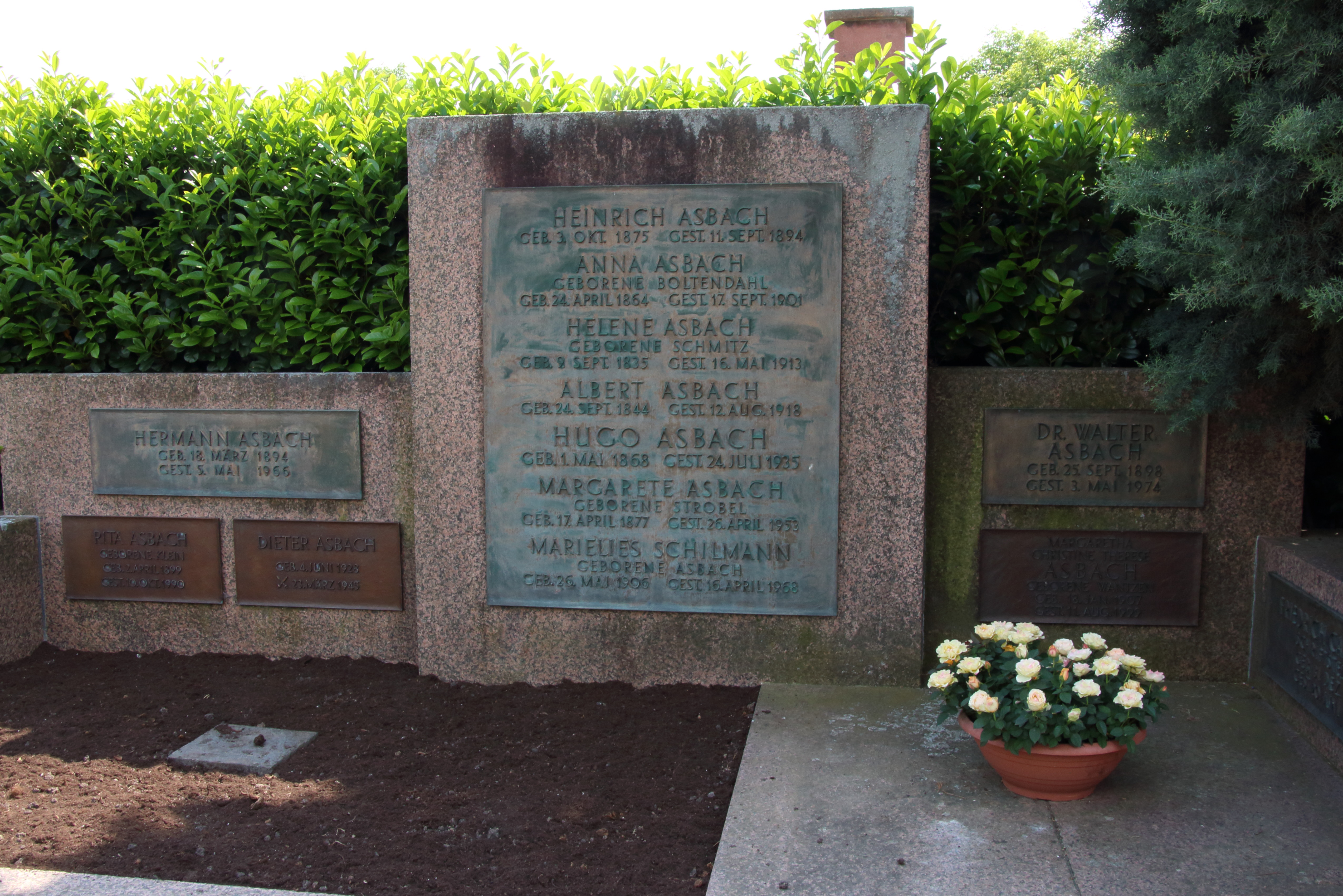
Grabmal Familie Asbach, Friedhof Rüdesheim am Rhein

Asbach war zweimal verheiratet. Aus der Ehe mit Anna Boltendahl, welche 1901 verstarb, gingen fünf Kinder, darunter die Söhne Hermann und Rudolf, aus der Ehe mit Margarethe Strobel drei Kinder hervor. Seine Tochter Gretel heiratete den Fabrikanten Everhard Bungartz.